# ماریا اسپرینگ والد
ماریا اسپرینگ والد (انگلیسی: Maria Springwald؛ زادهٔ ۳۰ ژوئیهٔ ۱۹۹۱) ورزشکار روئینگ اهل لهستان است.
وی در مسابقات کشوری و بین‌المللی در مجموع برندهٔ ۲ مدال طلا، ۳ مدال نقره، ۳ مدال برنز شده‌است.